# A Kylie Christmas (turnê promocional)
A Kylie Christmas é uma série de concertos natalinos realizados pela cantora australiana Kylie Minogue no Royal Albert Hall, em Londres, Inglaterra, em apoio ao seu décimo terceiro álbum de estúdio, e primeiro álbum natalino, Kylie Christmas (2015). 
Em 2015, o show foi realizado em 11 de dezembro, e duas datas foram realizadas em 9 e 10 de dezembro de 2016. Minogue cantou principalmente canções de seu álbum Kylie Christmas, e sua reedição, Kylie Christmas: Snow Queen Edition, mas também incluiu alguns de seus sucessos anteriores.

## Sinopse do concerto

Os concertos foram realizados no Royal Albert Hall em Londres.

### 2015
O espetáculo de 2015 foi composto por duas seções com intervalo entre as duas; o show começou com cinco músicas de Natal consecutivas, antes de Minogue anunciar que algumas "músicas de Kylie" também seriam incluídas na mixagem antes de cantar "Wow", que foi seguida por mais duas músicas do álbum. Depois de uma troca de roupa e um pequeno interlúdio de cordas, Minogue cantou "Can't Get You Out of My Head" antes de cantar um dueto de "2000 Miles" com Chrissie Hynde.
A segunda seção começou com um segmento disco onde Minogue cantou "On a Night Like This", "Spinning Around" e "Your Disco Needs You", e também cantou a música de Natal "100 Degrees" com sua irmã Dannii Minogue; este se tornou seu primeiro dueto na televisão em 30 anos. Minogue então cantou mais músicas de Natal após uma troca de roupa e também convidou o público a cantar "The Twelve Days of Christmas" e "Jingle Bell Rock" em uma versão a cappella. O tema White Diamond, usado em sua turnê For You, For Me, precedeu uma versão balada de "I Believe in You" e uma versão solo de "Only You" antes de encerrar o corpo principal do show com "Celebration"
O bis incluiu uma cantoria de "Especially for You" antes de Minogue encerrar o show com uma "grande e velha cantoria" de "I Wish It Could Be Christmas Everyday"; que mais tarde foi incluída na reedição de Kylie Christmas.

### 2016
A ordem de execução do show foi muito semelhante à do show de 2015; incluía as novas músicas de Snow Queen Edition e também alguns novos figurinos. O cenário contava com uma árvore de Natal néon e uma disco ball prateada gigante, que foram acompanhados por Iétis e bugigangas dançantes, além de rajadas de neve, cascatas de balões e uma chuva de brilhos e purpurina.
O show abriu novamente com "It's the Most Wonderful Time of the Year", que foi seguido por mais quatro canções de Natal, incluindo "Wonderful Christmastime" e "At Christmas". A segunda seção era inteiramente nova; Minogue apareceu toda vestida de branco para cantar a versão de The Abbey Road Sessions de "Come into My World". Seguido por uma apresentação de "Confide in Me" com John Grant, e uma apresentação de "The One", que foi feita no mesmo estilo da turnê For You, For Me. A terceira seção começou com "Better the Devil You Know", onde Olly Alexander do Years & Years fez um dueto com ela. Minogue então cantou "Celebration" e "Stay Another Day", cantada apenas na primeira noite de abertura, mas depois foi retirada do set list.
A segunda metade do show começou com a seção disco, onde foram tocadas "Your Disco Needs You", interpretada com Katherine Jenkins, "100 Degrees", "Spinning Around" e "Christmas Lights". A penúltima seção incluiu a versão jazz de "The Loco-Motion" apresentada nas turnês Showgirl e Homecoming, bem como a versão de The Abbey Road Sessions de "Can't Get You Out of My Head", "Night Fever" e "Everybody's Free (To Feel Good)". O bis consistiu em três músicas; "Silent Night", "Especially for You" e "I Wish It Could Be Christmas Everyday", essa última sendo apresentada ao lado de Olly Alexander, John Grant e Kathrine Jenkins.

## Repertório
| 2015 1. "Overture" (Introdução) (contém elementos de "Let It Snow", "Only You", "Spinning Around" e "All the Lovers") 2. "It's the Most Wonderful Time of the Year" 3. "I'm Gonna Be Warm This Winter" 4. "Santa Claus Is Coming to Town" 5. "Oh Santa" 6. "Christmas Wrapping" 7. "Wow" 8. "Winter Wonderland" 9. "Every Day's Like Christmas" 10. "Can't Get You Out of My Head" 11. "2000 Miles" (com Chrissie Hynde) 12. "Have Yourself a Merry Little Christmas"[a] 13. "Christmas Isn't Christmas 'Til You Get Here" 14. "On a Night Like This" 15. "100 Degrees" (com Dannii Minogue) 16. "Spinning Around" 17. "Your Disco Needs You" 18. "Santa Baby" 19. "Let It Snow" 20. "Jingle Bell Rock" (A capella com o público) 21. "The Twelve Days of Christmas" (A capella com o público) 22. "The Loco-Motion" (versão The Abbey Road Sessions) 23. "White Diamond Theme" (Interlúdio) 24. "I Believe in You" (versão The Abbey Road Sessions) 25. "Only You" 26. "Love at First Sight" 27. "All the Lovers" 28. "Celebration" 29. "Especially for You" 30. "I Wish It Could Be Christmas Everyday" | 2016 1. "Overture" (Introdução) contém elementos de "Let It Snow", "Only You", "Spinning Around" e "All the Lovers") 2. "It's the Most Wonderful Time of the Year" 3. "Wonderful Christmastime" 4. "Santa Claus Is Coming to Town" 5. "Christmas Wrapping" 6. "At Christmas" 7. "Come into My World" 8. "Confide in Me" (com John Grant) 9. "The One" 10. "Better the Devil You Know" (com Olly Alexander) 11. "Celebration" 12. "Stay Another Day"[b] 13. "Your Disco Needs You" (com Katherine Jenkins) 14. "100 Degrees" 15. "Spinning Around" 16. "Christmas Lights" 17. "The Locomotion" (versão Showgirl) 18. "Let It Snow" 19. "Santa Baby" 20. "Can't Get You Out of My Head" 21. "Night Fever" 22. "Everybody's Free (To Feel Good)" 23. "Love at First Sight" 24. "All the Lovers" 25. "Silent Night" 26. "Especially For You" 27. "I Wish It Could Be Christmas Everyday" |

Notas
- ↑a  "Have Yourself a Merry Little Christmas" foi cantada apenas na apresentação de 2015.
- ↑b  "Stay Another Day" foi cantada apenas na apresentação de 9 de dezembro de 2016.

## Datas
| Data                   | Cidade  | País       | Local             |
| ---------------------- | ------- | ---------- | ----------------- |
| 11 de dezembro de 2015 | Londres | Inglaterra | Royal Albert Hall |
| 9 de dezembro de 2016  | Londres | Inglaterra | Royal Albert Hall |
| 10 de dezembro de 2016 | Londres | Inglaterra | Royal Albert Hall |

## A Kylie Christmas – Live from the Royal Albert Hall 2015
A Kylie Christmas – Live from the Royal Albert Hall 2015 é o vigésimo quinto álbum de vídeo da artista australiana Kylie Minogue, lançado em 25 de novembro de 2016. Contendo a turnê promocional A Kylie Christmas, o álbum foi filmado no Royal Albert Hall, em Londres, Inglaterra, em 11 de dezembro de 2015. 
O concerto natalino foi encomendado pela Sky Arts, e dirigido por Paul Dugdale, e o especial de televisão foi transmitido pela primeira vez na Sky Arts, em 17 de dezembro de 2015, e posteriormente foi exibido na Sky One no dia de Natal daquele mesmo ano. O álbum foi lançado via iTunes e Apple Music em 25 de novembro de 2016, para coincidir com o relançamento do décimo terceiro álbum de estúdio de Minogue, intitulado Kylie Christmas: Snow Queen Edition (2016).

## Lista de faixas
| N.º            | Título                                        | Duração |  |
| 1.             | "Overture"                                    |         |  |
| 2.             | "It's the Most Wonderful Time of the Year"    |         |  |
| 3.             | "I'm Gonna Be Warm This Winter"               |         |  |
| 4.             | "Santa Claus Is Coming to Town"               |         |  |
| 5.             | "Christmas Wrapping"                          |         |  |
| 6.             | "Wow"                                         |         |  |
| 7.             | "Every Day's Like Christmas"                  |         |  |
| 8.             | "Can't Get You Out of My Head"                |         |  |
| 9.             | "2000 Miles" (com Chrissie Hynde)             |         |  |
| 10.            | "Christmas Isn't Christmas 'Til You Get Here" |         |  |
| 11.            | "On a Night Like This"                        |         |  |
| 12.            | "100 Degrees" (com Dannii Minogue)            |         |  |
| 13.            | "Your Disco Needs You"                        |         |  |
| 14.            | "Santa Baby"                                  |         |  |
| 15.            | "Let It Snow"                                 |         |  |
| 16.            | "The Locomotion"                              |         |  |
| 17.            | "White Diamond Theme" (Interlude)             |         |  |
| 18.            | "I Believe in You"                            |         |  |
| 19.            | "Only You"                                    |         |  |
| 20.            | "All the Lovers"                              |         |  |
| 21.            | "Celebration"                                 |         |  |
| 22.            | "Especially For You"                          |         |  |
| 23.            | "I Wish It Could Be Christmas Everyday"       |         |  |
| Duração total: | Duração total:                                | 89:00   |  |